# Список послов России в Беларуси
В статье представлен список послов России в Беларуси.
- 25 июня 1992 года — установление дипломатических отношений на уровне посольств.

## Список послов
| Срок полномочий                  | Посол                           | Годы жизни | Вручение верительных грамот | Комментарии                                                                                     |
| -------------------------------- | ------------------------------- | ---------- | --------------------------- | ----------------------------------------------------------------------------------------------- |
| 7 августа 1992 — 25 ноября 1996  | Игорь Александрович Сапрыкин    | 1938—2009  |                             |                                                                                                 |
| 25 ноября 1996 — 24 февраля 1999 | Валерий Васильевич Лощинин      | 1940—2023  |                             |                                                                                                 |
| 24 февраля 1999 — 17 июня 2002   | Вячеслав Иванович Долгов        | 1937—      |                             |                                                                                                 |
| 26 июля 2002 — 14 июля 2005      | Александр Викторович Блохин     | 1951—      | 5 сентября 2002             |                                                                                                 |
| 14 июля 2005 — 30 ноября 2005    | Дмитрий Фёдорович Аяцков        | 1950—      | —                           | Указ о назначении от 14 июля 2005 № 800 признан утратившим силу указом от 30 ноября 2005 № 1379 |
| 6 февраля 2006 — 24 августа 2018 | Александр Александрович Суриков | 1940—      | 13 марта 2006               |                                                                                                 |
| 24 августа 2018 — 30 апреля 2019 | Михаил Викторович Бабич         | 1969—      | 25 сентября 2018            |                                                                                                 |
| 30 апреля 2019 — 19 марта 2021   | Дмитрий Фёдорович Мезенцев      | 1959—      | 12 сентября 2019            |                                                                                                 |
| 23 марта 2021 — 14 января 2022   | Евгений Владимирович Лукьянов   | 1951—      | 13 мая 2021                 |                                                                                                 |
| 14 января 2022 — наст. время     | Борис Вячеславович Грызлов      | 1950—      | 3 февраля 2022              |                                                                                                 |